# Hong Ren

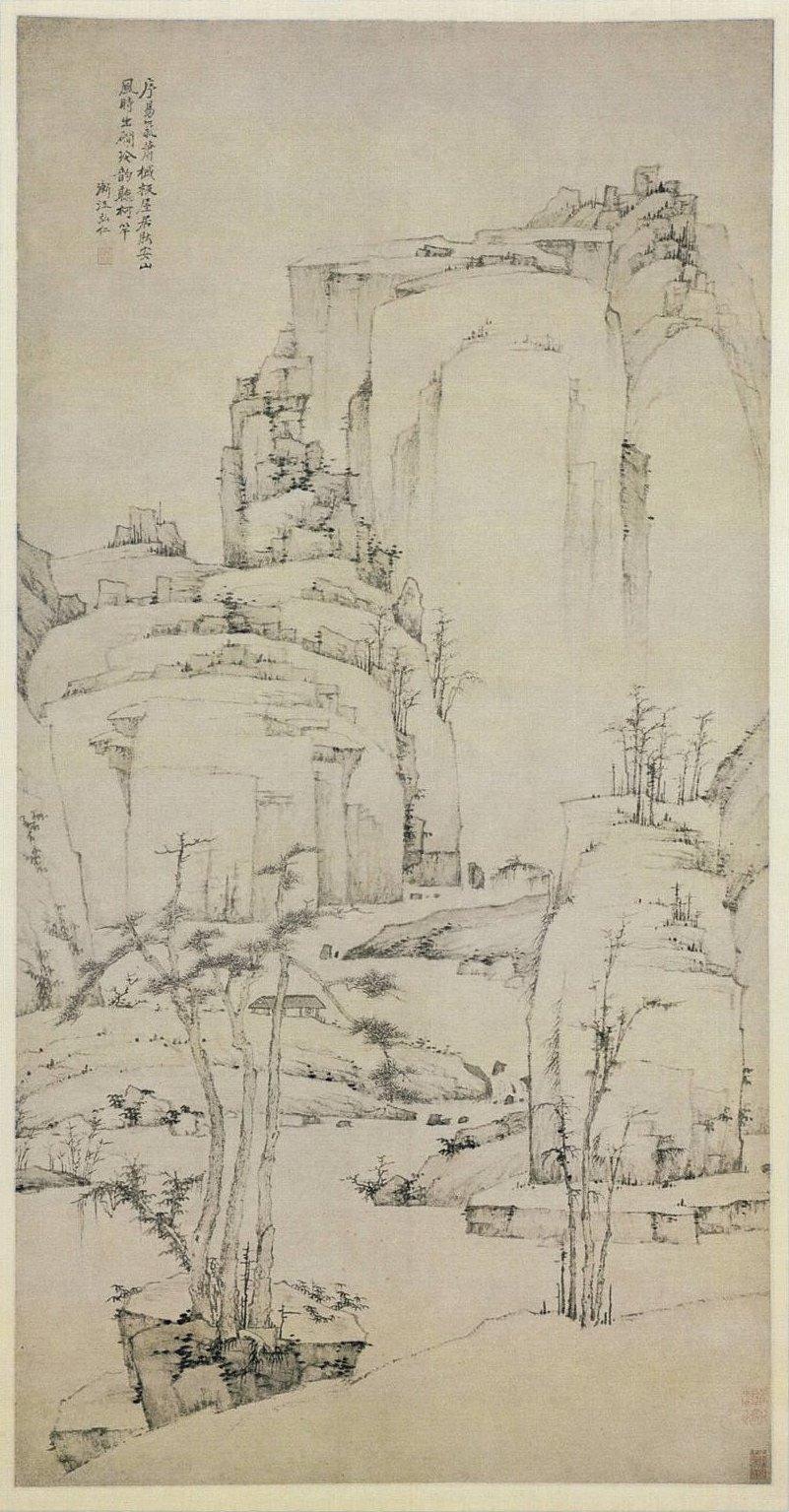
De komst van de herfst, hangende rol met gewassen inkt op papier (ca. 1658-1661)

Hong Ren (弘仁; 1610-1663), of Hongren, was een Chinees kunstschilder die actief was tijdens de vroege Qing-periode. Zijn omgangsnamen waren Liu Qi en Jianjiang.
Hong Ren wordt samen met Kun Can (1612–1673), Bada Shanren (1626–1705) en Shitao (1642–1707) gerekend tot de canon van de 'Vier Monniken', Ming-loyalisten die bekend waren om hun expressieve, niet aan conventies gebonden stijl. Daarnaast wordt hij gerekend tot de 'Vier Meesters van Anhui'.

## Biografie
Hong Ren werd in 1610 als Jiang Tao (江韜) geboren in het arrondissement She, in de provincie Anhui. Hij diende aan het keizerlijk hof en begon naar verluidt met schilderen om zijn zijn familie te onderhouden. Na de val van de Ming-dynastie gaf hij zijn positie aan het hof op. Hij werd een chàn-monnik en nam zijn boeddhistische naam Hong Ren aan. Hong Ren was de belangrijkste vertegenwoordiger van de Xin'an-school, een schildersstroming in Anhui die bekend stond om zijn ongebruikelijke landschappen.

## Werken
Hong Ren bestudeerde de stijl van Ni Zan (1301–1374) en borduurde voort op de karakteristieke sobere stijl van deze Yuan-meester. Hongs eenvoudige, sierlijke shan shui-landschappen zijn uitgevoerd in brosse, precies uitgevoerde penseelstreken in gewassen inkt. Veel van deze werken vertonen het grillige berglandschap van Huangshan, een bergketen waar Hong Ren regelmatig wandelde.
Kunsthistoricus James Cahill beschreef de stijl van Hong Ren als een afspiegeling van de wereld "in een gedematerialiseerde, opgeschoonde versie (...) die zijn innerlijke vrede onthult middels een bevrijdende wijze van geometrische abstractie".
- Gemeinsame Normdatei: 119053217
- International Standard Name Identifier: 0000 0001 1626 2177
- Library of Congress Control Number: n81055428
- Nationale bibliotheek van Australië: 36731633
- Nederlandse Thesaurus van Auteursnamen: 17361003X
- Système universitaire de documentation: 176162372
- Trove: 1439458
- Union List of Artist Names: 500126035
- Virtual International Authority File: 40179980
- WorldCat: E39PBJyRDVyFfFh94gGwXv9FKd